# Letiště Bubovice
Letiště Bubovice leží jihozápadně od Prahy a nedaleko od města Beroun, jeden kilometr od centra obce Bubovice. V okolí letiště se nachází několik přírodních a kulturních památek (lom Čeřinka, vápencové lomy Amerika, hrad Karlštejn, skanzen Solvayovy lomy a další).
Na letišti se nachází velký letoun Avia 14RT (Iljušin Il-14 vyráběný v Československu), který byl v roce 1959 zařazen do výsadkového pluku. Po přestavbě byl letoun přeřazen do letky radiotechnickému průzkumu "Netopýr". V říjnu 1986 byl letoun vyřazen z provozu a na letišti Bubovice krátce sloužil jako restaurace.